# Dmitri Smirnov (compositor)
Dmitri Nikoláievich Smirnov, también conocido por sus seudónimos Dmitri N. Smirnov y D. Smirnov-Sadovsky (Minsk, 2 de noviembre de 1948 - Watford, 9 de abril de 2020), fue un compositor ruso y británico (desde 1991).

## Biografía
Nació en Minsk en una familia de cantantes de ópera Nikolay Senkin-Sadovsky y Eugenia Smirnova. Estudió en el Conservatorio de Moscú 1967–1972 con Nikolái Sidelnikov, Yuri Jolopov y Edison Denísov. También estudió en privado con Philip Herschkowitz, un alumno de Berg y Webern. Estaba casado con la compositora Yelena Fírsova. Sus hijos son Philip Firsov (artista y escultor) y Alissa Firsova (compositora, pianista y directora de orquesta). 
Su Solo for Harp ganó el Primer Premio en una competencia en Maastricht (1976). Sus dos óperas Tiriel y Thel en un texto de William Blake se estrenaron en 1989 (la primera en el Festival de Friburgo, Alemania, y la segunda en el Festival de Almeida en Londres). El mismo año, su Primera Sinfonía (The Seasons) se realizó en el Festival Tanglewood en los Estados Unidos. Sus variaciones orquestales de Mozart se representaron como un ballet en Pforzheim en Alemania (1992). Otros estrenos incluyen el oratorio A Song of Liberty (Leeds, Reino Unido - 1993), Concierto para violonchelo (Mánchester, Reino Unido - 1996), cantata Canción de canciones, (Ginebra, Suiza - 2001) Triple Concerto 2 (LSO, Barbican, Londres - 2004) Muchas de las obras de Smirnov reflejan su fascinación por la poesía y el arte de William Blake. 
En 1979 fue incluido en la lista negra como uno de los "Siete de Khrennikov" en el Sexto Congreso de la Unión de Compositores Soviéticos por su participación no aprobada en algunos festivales de música soviética en Occidente. Fue uno de los fundadores de la nueva ACM de Rusia - Asociación de Música Contemporánea, establecida en Moscú en 1990. Desde 1991 Smirnov ha sido residente de Inglaterra. Fue compositor en residencia en la Universidad de Cambridge (St John's College), en Dartington, y profesor visitante en la Universidad de Keele (1993–8). En 1998 Smirnov y su familia se establecieron en St Albans. Desde 2003 ha enseñado en el Goldsmiths College de la Universidad de Londres. 
Su trabajo ha sido realizado por muchos directores notables, incluidos: Riccardo Muti, Sir Andrew Davis, Dennis Russell Davies, Peter Eötvös, Oliver Knussen, Vasili Sinaiski, Pavel Kogan, Guennadi Rozhdéstvenski, Gunther Schuller y Yan Pascal Tortelier . Decenas de obras seleccionadas están disponibles en varias editoriales, entre ellas: Hans Sikorski, Hamburgo, Boosey & Hawkes, Londres, y G. Schirmer, Nueva York.

## Fallecimiento
Smirnov murió el 9 de abril de 2020 a los 61 años, en un hospital de Watford, después de contraer COVID-19 durante la pandemia de coronavirus 2020 en el Reino Unido.